# 國家太空中心 (中華民國)
國家太空中心（英語：Taiwan Space Agency，縮寫：TASA）是中華民國研擬與執行國家太空計畫之專責機構，為國家科學及技術委員會轄下之行政法人。成立於1991年，2023年從國家實驗研究院獨立設置為行政法人機構。
國家太空中心的總部位於新竹科學園區內，緊鄰國立陽明交通大學光復校區，該機構負責研擬與執行國家太空科技計畫、研發太空科技技轉與加值應用、促進太空科技國際合作交流、進行國際太空法制研究、辦理國家發射場域選址與營運等業務、辦理發射載具與太空載具登錄及發射載具發射許可的審查業務、培育太空科技人才及推廣太空科學普及教育等；並負責維運與管理國科會位於屏東縣牡丹鄉旭海村的短期科研探空火箭發射場域。

## 歷史

原國家太空中心（NSPO）識別標誌

- 1991年10月3日，行政院核定「國家太空科技發展長程計畫」，成立國家太空計畫室籌備處做為中華民國太空計畫的執行單位。
- 2002年12月，「第二期國家太空科技發展長程計畫」經國科會委員會議審議通過，計畫之執行期間為2004年至2018年。
- 2003年6月1日，財團法人國家實驗研究院成立，國家太空計畫室籌備處改隸其管轄並更名為國家太空計畫室（National Space Program Office，簡稱NSPO）。
- 2005年4月1日，更名為國家太空中心（National Space Organization，同樣簡稱NSPO）。
- 2012年5月9日，國家太空中心、國立交通大學（今國立陽明交通大學）、國立屏東科技大學簽署前瞻探空火箭研發合作備忘錄。
- 2019年7月23日，國家太空中心、林口長庚紀念醫院放射醫學研究所、長庚大學放射醫學研究院，同日共同宣布加入太空中心之第三期太空計畫。[4]
- 2021年7月19日，中華民國科技部推出《行政法人國家太空中心設置條例》草案。[5]
- 2022年4月19日，立法院三讀通過《行政法人國家太空中心設置條例》。5月4日總統公佈《國家太空中心設置條例》，10月13日行政院發佈預定2023年1月1日施行。[6][7]

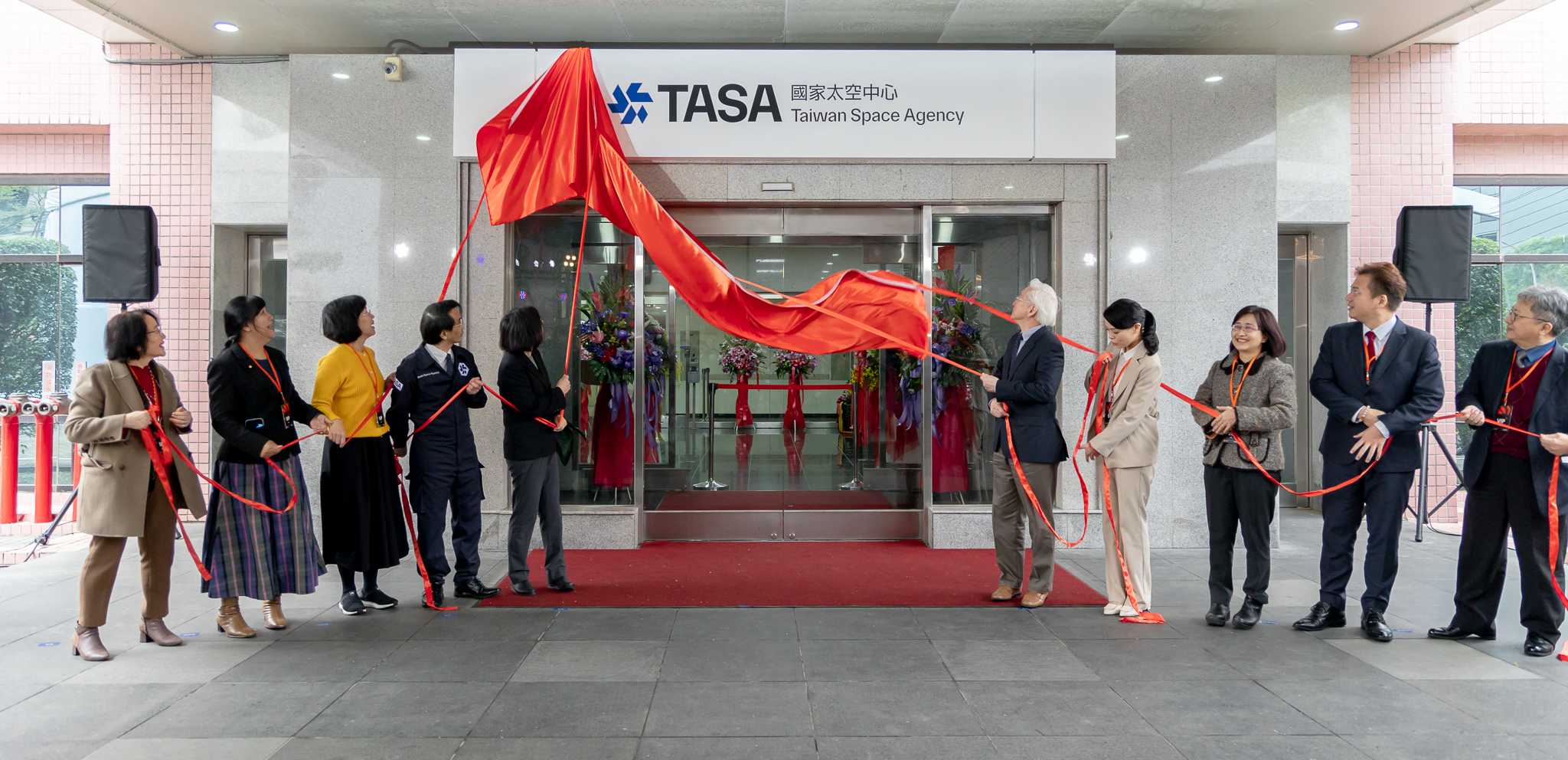
國家太空中心改制行政法人揭牌典禮

- 2023年1月1日，國家太空中心正式改組為行政法人機構，英文更名為「Taiwan Space Agency」（TASA），直屬於國科會。[8][9]
- 2024年，太空中心主任證實處於打造新本土通訊衛星的「實驗性開發階段」[10]。
- 2024年7月，在新竹市公道五路二段250號的新建大樓落成並掛牌，為新竹科學園區總部之外的第二間新竹辦公室。

## 歷任首長
| 序號 | 姓名   | 任期                        | 備註                           |
| ---- | ------ | --------------------------- | ------------------------------ |
| 1    | 吳政忠 | 2023年1月1日－2024年5月19日 | 國家科學及技術委員會主任委員兼 |
| 2    | 吳誠文 | 2024年5月20日－             |                                |

| 序號 | 姓名   | 任期                         | 備註                                     |
| ---- | ------ | ---------------------------- | ---------------------------------------- |
| 1    | 戴廣勳 | 1992年5月1日－1994年5月31日  | 國家太空計畫室籌備處主任                 |
| 2    | 徐佳銘 | 1994年6月1日－1999年3月15日  |                                          |
| 3    | 王鴻智 | 1999年3月16日－2001年1月30日 |                                          |
| 4    | 李羅權 | 2001年1月31日－2004年7月2日  | 2003年6月1日更名為「國家太空計畫室主任」 |
| 5    | 吳作樂 | 2004年7月3日－2007年5月31日  | 2005年4月1日改制為「國家太空中心主任」   |
| 代理 | 王永和 | 2007年6月1日－2007年12月31日 | 國家實驗研究院副院長，代理主任           |
| 6    | 苗君易 | 2008年1月1日－2009年12月31日 |                                          |
| 代理 | 王永和 | 2010年1月1日－2010年4月5日   | 國家實驗研究院副院長，代理主任           |
| 7    | 張桂祥 | 2010年4月6日－2018年1月31日  |                                          |
| 8    | 林俊良 | 2018年2月1日－2021年1月31日  |                                          |
| 代理 | 余憲政 | 2021年2月1日－2021年7月31日  | 代理主任                                 |
| 9    | 吳宗信 | 2021年8月1日－現任           |                                          |

## 人造衛星

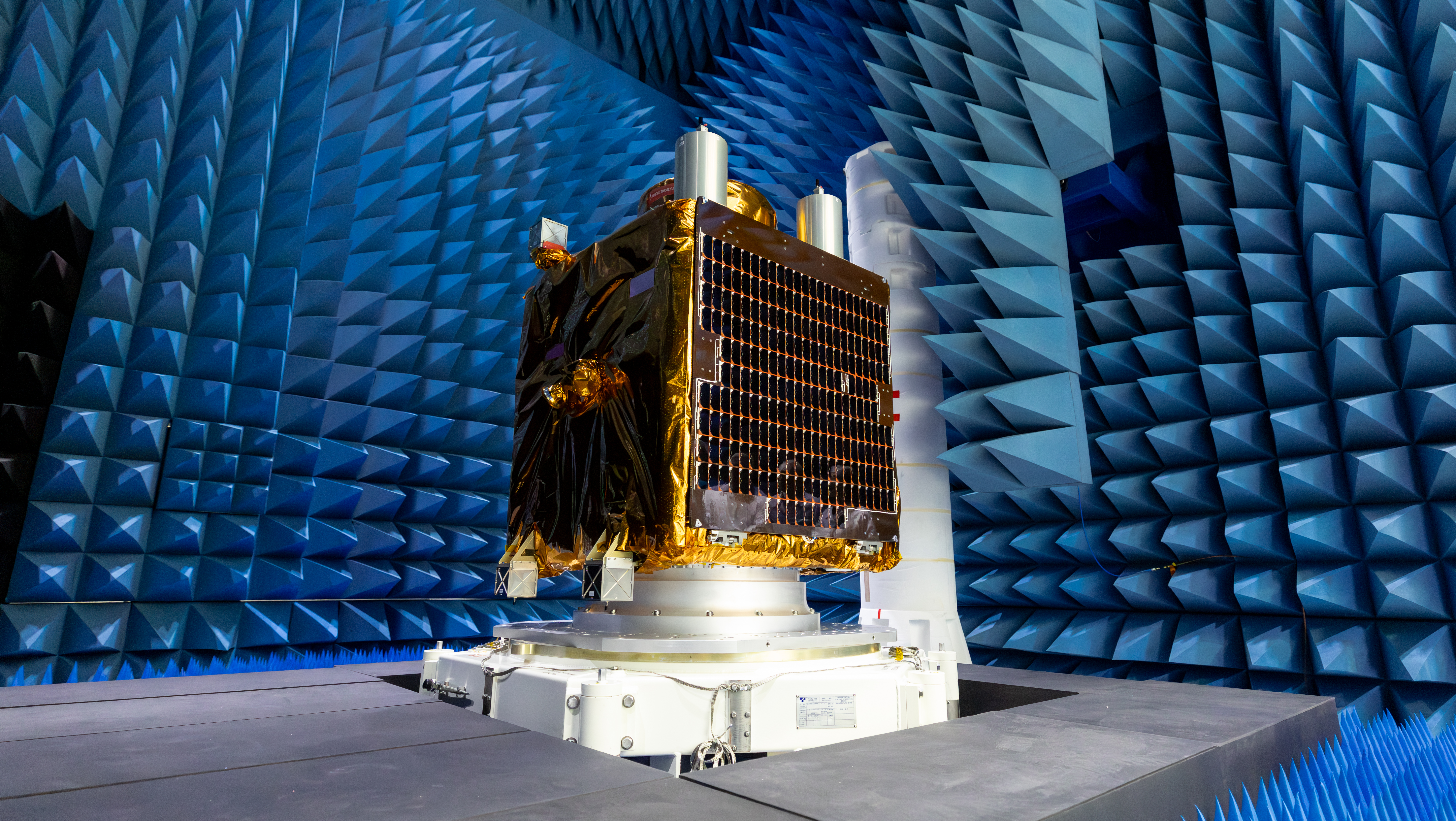
位於太空中心衛星整合測試廠房內的福爾摩沙衛星八號

### 福爾摩沙系列
- 福爾摩沙衛星一號：臺灣第一顆自主擁有的衛星，是一枚低軌道的科學實驗衛星，於1999年初發射升空。主要的任務包括進行電離層電漿電動效應測量、海洋水色照相、及Ka頻段通訊實驗等三項科學實驗。2004年正式除役。
- 福爾摩沙衛星二號：臺灣第一顆遙測應用衛星，於2004年5月21日發射升空。位於距地球表面891公里的太陽同步軌道飛行，任務為對台灣及全球陸地及海域進行遙測作業，它在白晝地區拍攝的影像資料有多方運用；當衛星運行到黑夜地區（eclipse）時，則對高層大氣象上閃電之自然現象進行科學觀測。2016年正式除役。
- 福爾摩沙衛星三號：原名中華衛星三號，由陳水扁政府改名，同系列從此全部一起改名，於2006年4月15日發射升空。為一大型台美雙邊國際合作計畫，由雙方授權執行，以建立全球大氣即時觀測網之先進技術發展計畫。此星系共有六顆微衛星，藉由接收美國24顆全球定位衛星所發出的訊號，進行全球氣象資料蒐集及計算分析，約每90分鐘更新一次。2020年正式除役。
- 福爾摩沙衛星四號：正式名稱為ARGO衛星。與德國RapidEye（英语：RapidEye）等公司合作，加入德國、英國與加拿大等國共同投資的RapidEye星系計畫[11]。原定於2008年發射升空，但因爆發採購弊案以及加拿大的MDA公司（英语：MDA (company)）未能取得加國政府的輸出許可，進而中止此計畫，另以福衛五號取代。國家太空中心亦對本案另有說明[12]。
- 福爾摩沙衛星五號：臺灣第四顆人造衛星，於2017年8月25日發射升空。是中華民國首次自製的光學遙測衛星，其將著重於衛星本體及光學遙測與科學酬載自主能力的建立。
- 福爾摩沙衛星六號：原定以災害防救與環境觀測研究為策略性任務。2009年國科會重新評估技術可行性，並明確界定台灣太空科技發展以科學研究為目標，與國防軍事用途徹底脫鉤後，決定取消2012年自行發射衛星計畫，回歸委託國外火箭公司執行發射任務，進而中止此計畫。國家太空中心亦對本案另有說明[13]。
- 福爾摩沙衛星七號：於2019年6月25日發射升空。為台美大型國際太空合作案，與美國國家海洋暨大氣總署（NOAA）合作執行。福衛七號是福衛三號的後續計畫，由六顆衛星執行為時5年的科學任務計畫。
- 獵風者衛星：於2023年10月9日發射升空，為國家太空中心自行設計、製造的科學衛星，原計畫與福爾摩沙衛星七號（FORMOSAT-7）共同規劃，因此沿用FORMOSAT-7的序號，但在其後加上字母R成為FORMOSAT-7R以為識別，另因其任務特性而冠以獵風者（TRITON）的名稱。
- 福爾摩沙衛星八號：為「第三期國家太空科技發展長程計畫」主軸，為高解析度光學遙測衛星，預計發展六枚星系，解析度1公尺，布建於太陽同步軌道。根據執行策略，目前預計於2025-2028年間，共發射6顆。[14]

### 其他
- 蕃薯號衛星
- 台俄微衛星合作案：台灣稱ESEMS，俄國稱Tatyana II，2009年9月17日發射升空，2010年初衛星失聯。[15][16]
- 地球磁層能量與輻射探索計畫（ERG）：與日本宇宙航空研究開發機構（JAXA）合作的衛星研究計畫，任務衛星荒瀨號已於2016年底發射。[17]
- 立方衛星

## 探空火箭

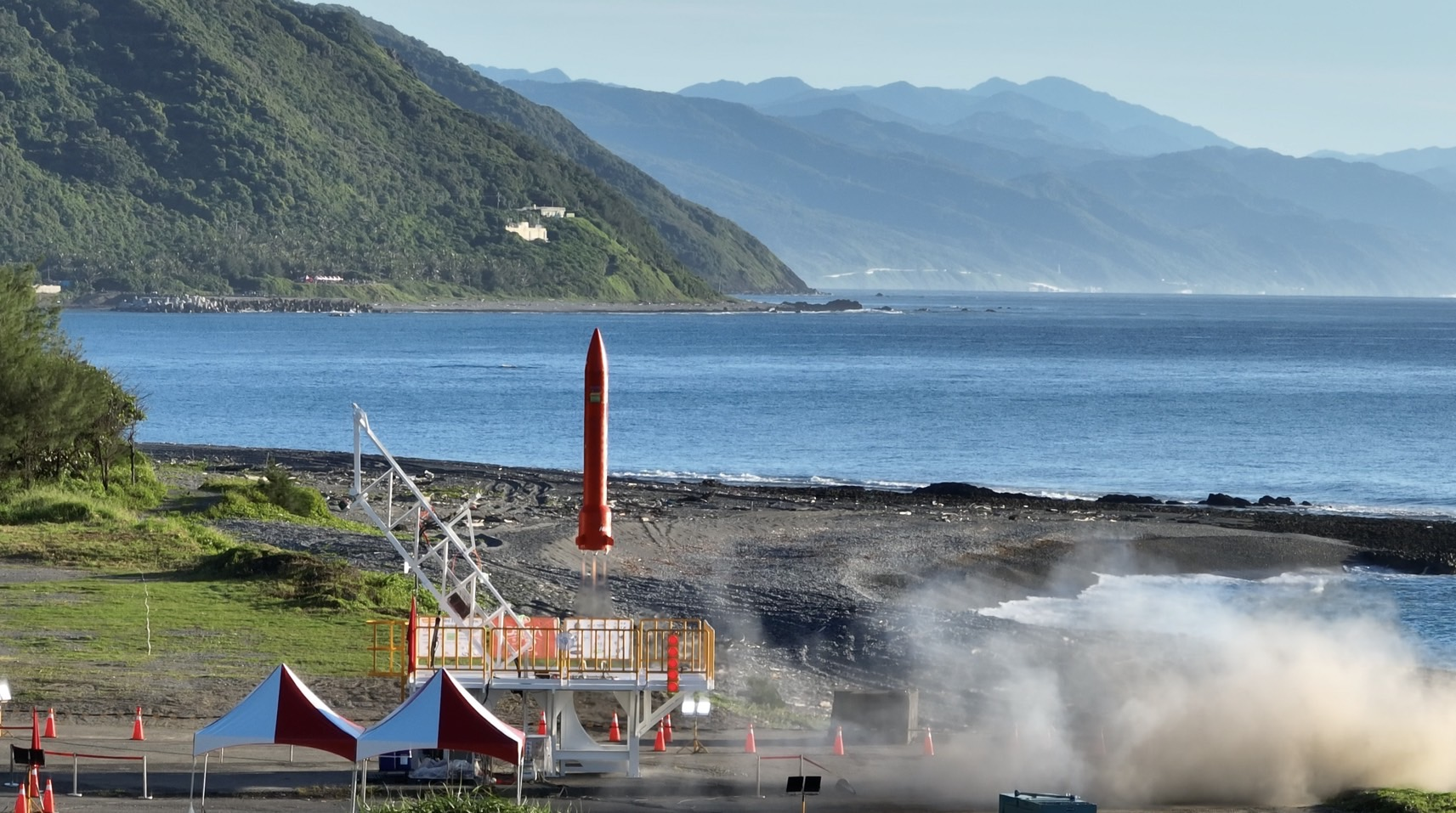
旭海發射場HTTP-3A科研火箭發射，由國立陽明交通大學前瞻火箭研究中心（ARRC）團隊執行

1991年定案的第一期太空發展長程計劃，除了發展衛星外也決定發展探空火箭；在國家太空中心與中山科學研究院的配合下，自1997年起研製第一枚探空火箭，並於1998年成功發射，並持續發展新型探空火箭實驗項目。
| 次別 | 發射日期       | 酬載                                                                                                 | 結果                 |
| ---- | -------------- | --- | -------------------- |
| 1    | 1998年12月15日 | 無，蒐集溫度及震動資料                                                                               | 成功                 |
| 2    | 2001年10月24日 | TMA （Tri-Methyl Aluminum，三甲基鋁）科學酬載，進行電離層E層（80~150公里）大氣中性風場及亂流參數測量 | 否，未達預定高度落海 |
| 3    | 2003年12月24日 | TMA （Tri-Methyl Aluminum，三甲基鋁）科學酬載，TMA燃料釋放、火焰軌跡影像                             | 成功                 |
| 4    | 2004年12月14日 | 光度計、GPS（全球定位系統）                                                                          | 成功                 |
| 5    | 2006年1月18日  | 離子探測器、三軸磁力計                                                                               | 成功                 |
| 6    | 2007年9月13日  | 回收艙回收實驗                                                                                       | 成功                 |
| 7    | 2010年5月5日   | 離子探測器、電漿探測儀                                                                               | 成功                 |
| 8    | 2013年6月5日   | 过氧化氢單基推進系統、科學儀器回收艙                                                                 | 成功                 |
| 9    | 2014年3月26日  | 太空電漿量測儀                                                                                       | 成功                 |
| 10   | 2014年10月7日  | 電離層探測儀器                                                                                       | 成功                 |

## 發展長程計畫
第一期國家太空科技發展長程計畫，國科會編列國家太空科技法展長程計劃，總經費達197億新台幣，此計劃執行時間共計15年。
第二期國家太空科技發展長程計畫，自2004年至2018年，共計15年，發射15次探空火箭。
國科會有意提升中華民國太空科技研究的層級，欲成立國家太空研究院，但設置草案尚未在立法院通過。
2019年1月15日，行政院院長蘇貞昌表示已簽訂第三期的「太空科技發展計畫」。

### 引用
1. ↑  . 國家太空中心.   [2023-01-12]. （原始内容存档于2023-01-06）.
2. ↑  . 國家實驗研究院.   [2023-01-12]. （原始内容存档于2023-01-12）.
3. ↑  . 國家太空中心. zh-tw.   [2023-05-16]. （原始内容存档于2023-05-16）.
4. ↑  林口長庚加入航太產業鏈 協助太空電子元件測試 （页面存档备份，存于），中央社，2019-07-23
5. ↑  國家太空中心設置條例草案出爐 涵蓋8大業務 （页面存档备份，存于），中央社，2021-07-19
6. ↑  .   [2022-05-26]. （原始内容存档于2022-06-02）.
7. ↑  .   [2022-05-26]. （原始内容存档于2022-06-02）.
8. ↑  鄒鎮宇. . ETtoday新聞雲. 2022-11-15  [2022-11-16]. （原始内容存档于2022-11-26）.
9. ↑  謝方娪. . 中央社. 2023-01-01  [2023-01-16]. （原始内容存档于2023-01-02）.
10. ↑  CNN：台灣版星鏈實驗開發中 專家估需要數百枚衛星 （页面存档备份，存于），中央社，2024-5-6
11. ↑  .   [2018-12-04]. （原始内容存档于2018-12-04）.
12. ↑  .   [2025-03-17]. （原始内容存档于2020-03-18）.
13. ↑  . 國家太空中心.   [2023-10-30]. （原始内容存档于2023-09-24）.
14. ↑  . 國家太空中心.   [2023-10-30]. （原始内容存档于2023-10-15）.
15. ↑  .   [2018-11-06]. （原始内容存档于2018-11-07）.
16. ↑  .   [2018-11-06]. （原始内容存档于2018-11-07）.
17. ↑   (PDF). JAXA. 2010  [Feb 6, 2011]. （原始内容 (PDF)存档于2015-12-31）.
18. ↑  .   [2013-06-12]. （原始内容存档于2016-03-04）.
19. ↑  https://www.facebook.com/gogogoeball/videos/364700420751054/
20. ↑  .   [2019-01-15]. （原始内容存档于2019-01-15）.

## 外部連結
- 官方网站 （繁體中文）（英文）
- GlobalSecurity article on Taiwan's space program （页面存档备份，存于）
- Satellites of Taiwan (Republic of China) （页面存档备份，存于）